# Шевченко Людмила Олексіївна
 Людми́ла Олексі́ївна Шевче́нко  (13 липня 1945 рік, Канаш) — артистка цирку (дресирувальниця). Народна артистка СРСР, Народна артистка України. З жовтня 2012 року займає посаду генерального директора — художнього керівника Національного цирку України.

## Професійна кар'єра
У 1967 році закінчила Московське училище циркового  та естрадного мистецтва. З наступного року працювала в парі з чоловіком, Володимиром Дмитровичем Шевченком як повітряна гімнастка, акробат та дресирувальниця. Через руки подружжя пройшло близько 160 тигрів і левів. Після смерті чоловіка, на прохання колективу призначена генеральним директором Національного цирку України.

## Професійні принципи
Людмила Олексіївна Шевченко — прихильниця класичних циркових жанрів, які, на її думку, обов'язково повинні складати основу циркової програми. Це — акробати, гімнасти, жонглери, силові номери, а також — дресура хижаків і дрібних тварин.

## Дресирування циркових тварин
Людмила Шевченко виступає захисником безбольових, заохочувальних методів дресури, вперше введених у практику Володимиром Дуровим. Заохочувальний метод має на увазі годування тварини в процесі її дресирування — заохочення їжею кожного вдало виконаного трюка. Цей метод відкидає будь-який болісний вплив на тварину і застосування фізичної сили. У номерах під керівництвом Людмили Шевченко беруть участь тільки тварини, вилучені з дикої природи щонайменше в 3—4 поколінні..